# Querer mejor
«Querer mejor» es una canción del cantante colombiano Juanes, en colaboración con la cantante canadiense Alessia Cara. Fue lanzado como sencillo el 24 de mayo de 2019.
Es el primer sencillo en donde Cara canta totalmente en español.

## Recepción crítica
Félix Contreras de  NPR  llamó a la canción "Un clásico de Juanes, una balada de combustión lenta que celebra el compromiso y el amor duradero". Jeff Benjamin de Forbes, declaró que "cuenta con el sonido de rock que Juanes ha llevado a lo largo de su carrera con un ritmo inspirador de Dembow que respalda sus armonías reflexionando sobre cómo ser mejores novios ". Suzy Espósito de  Rolling Stone dijo que "Querer Mejor" está "guiado por un ritmo fluido de dembow, con golpeteos de guitarra y un órgano de Hammond", y que los dos cantantes "hacen una relación impresionante" en él.

## Posicionamiento en listas
| Chart (2019)                       | Máxima posición |
| ---------------------------------- | --------------- |
| Colombia (Monitor Latino)          | 1               |
| Colombia (National-Report)         | 1               |
| Mexico Español Airplay (Billboard) | 1               |